# Monument în memoria consătenilor căzuți în 1941-1945 (Todirești)
Monumentul în memoria consătenilor căzuți în 1941-1945 este un monument amplasat în Todirești, raionul Anenii Noi, Republica Moldova. Este un monument istoric de importanță națională inclus în Registrul monumentelor Republicii Moldova ocrotite de stat cu nr. 156 (raionul Anenii Noi). Datează din 1985.